# Mucrella navicularis
Mucrella navicularis is een springstaartensoort uit de familie van de Hypogastruridae. De wetenschappelijke naam van de soort is voor het eerst geldig gepubliceerd in 1893 door Schoett.